# Автошлях B4 (Німеччина)
Федеральний автошлях 4 (B4, нім. Bundesstraße 4)  — федеральна дорога у Німеччині, спочатку пролягав від Кіля, з 1990-х трохи коротше від Бад-Брамштедта в Шлезвіг-Гольштейні через Гамбург, Брауншвейг, гори Гарц і Ерфурт до Нюрнберга. У 2017 році майже 380 км з колишнього маршруту довжиною 650 км все ще позначено як Bundesstraße 4. Більшість автобанів проходять паралельно головній дорозі, залишаючи лише дві довші ділянки, важливі для національного руху. Північна ділянка веде від Люнебурга до Брауншвейга приблизно на 120 кілометрів і має бути замінена федеральним автобаном 39. Південна частина пролягає від Бад-Гарцбурга приблизно на 130 кілометрів до Ерфурта; на цій частині плануються або вже побудовані обхідні дороги.